# 立凱電能科技
立凱電能科技股份有限公司（Advanced Lithium Electrochemistry Co., Ltd.），簡稱立凱電或aleees，是一家台灣能源廠。2005年時成立，以主要作鋰電池正極材料用的奈米金屬氧化物共晶體化磷酸鐵鋰化合物（LFP-NCO）之研發、生產與銷售為主的公司。2013年掛牌上櫃。2014年於桃園市八德區成立研發創新中心，作為電動巴士及鋰電池的研究基地。

## 簡介
2009年立凱綠能移動股份有限公司成立，簡稱立凱綠能或ARK以電動巴士之研發、生產與銷售為主。2018年解散子公司

## 主要產品及服務
- 奈米金屬氧化物共晶體化磷酸鐵鋰化合物

## 外部連結
- 立凱電能科技 （页面存档备份，存于）